# Maharashtra Navnirman Sena
Pour les articles homonymes, voir MNS.
Le Maharashtra Navnirman Sena (MNS), est un parti politique indien créé le 9 mars 2006 par Raj Thackeray.

Ce parti prône le nationalisme marathi.